# Lago de Carucedo
El lago de Carucedo se sitúa en la parte más occidental de la comarca de El Bierzo, al oeste de la provincia de León, en la Región Leonesa.
Destaca entre los lagos de barrera o aluvionamiento por su singular formación, debida a la explotación  de las minas de oro romanas de Las Médulas que se realizaba mediante el método ruina montium.
El lago tiene un perímetro de aproximadamente 5 kilómetros y 9 metros de profundidad máxima.

## Leyendas
En El Bierzo existe la leyenda de que la espada de Roldán, Durandarte, se encuentra en el Lago de Carucedo, cerca de las minas romanas de Las Médulas.

Otra leyenda es la ondina Carissia, una ninfa que se enamoró del general romano Tito Carissio. Al burlarse de ella lloró tanto que con sus lágrimas inundó la ciudad de Lucerna y se formó el lago.